# ایستگاه متروی هانزلو مرکزی
ایستگاه متروی هانزلو مرکزی (انگلیسی: Hounslow Central tube station) یکی از ایستگاه‌های خط پیکدیلی متروی لندن است.
این ایستگاه که در ناحیه هانزلو قرار دارد در سال ۱۸۸۶ میلادی تأسیس شده است.